# Ла Тринита (Перуђа)
Ла Тринита је насеље у Италији у округу Перуђа, региону Умбрија.
Према процени из 2011. у насељу је живело 396 становника. Насеље се налази на надморској висини од 604 м.